# Zentrum für Literatur und Künste

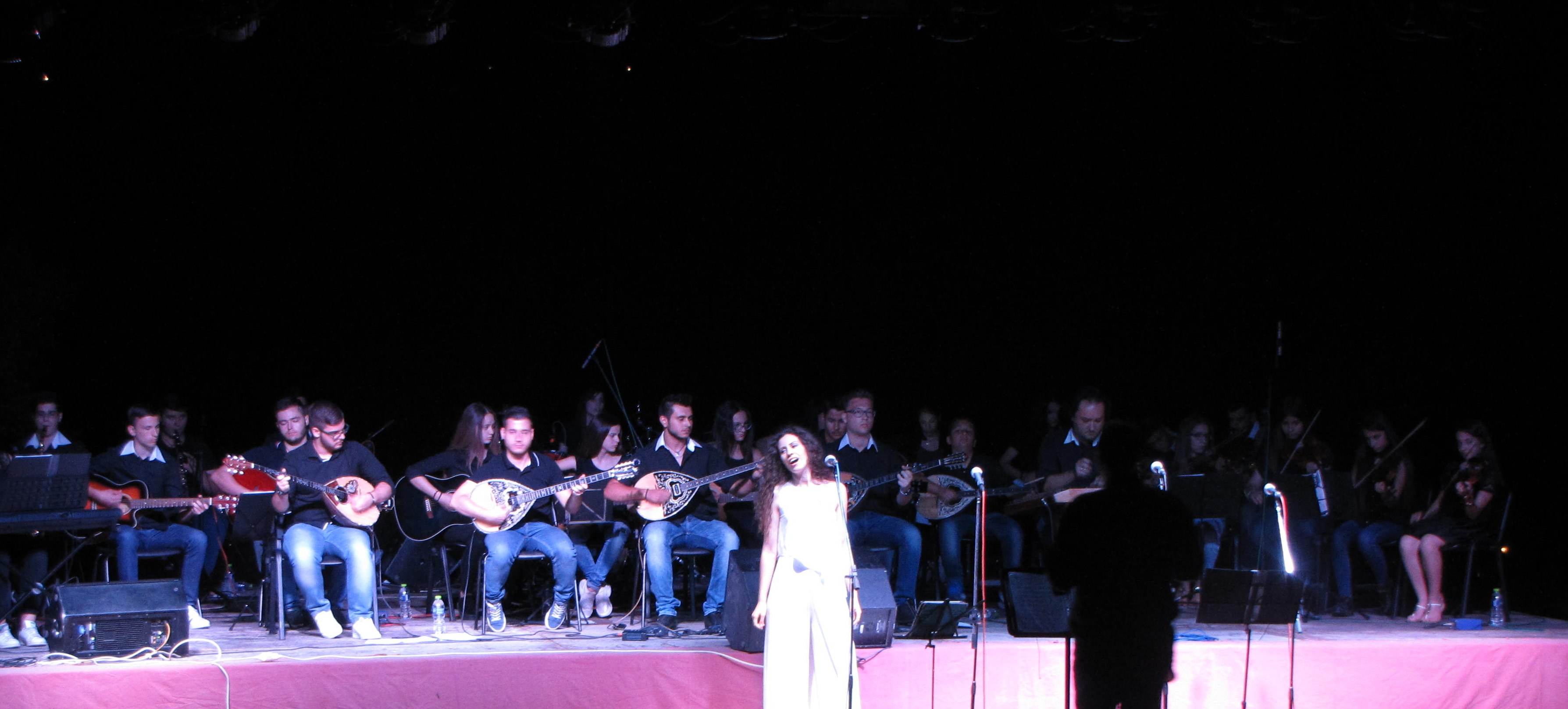
Jugendorchester Dion

Der Verein Zentrum für Literatur und Künste (griechisch Κέντρο Γραμμάτων και Τεχνών) in Dion beschäftigt sich mit der Förderung von Schriftstellern, Sängern, Musikern und der Weitergabe der Kunst der Mosaikfertigung. Der Verein untergliedert sich in die Abteilungen Literatur, Orchester, Chor, mehrstimmiger Chor, und Mosaik. Das Hauptaugenmerk liegt auf dem Jugendorchester Dion.

## Der Verein
Sitz des Vereins ist in Dion, Zentralmakedonien, in Griechenland. Der Verein wurde auf Initiative des ehemaligen Bürgermeisters von Dion, Grigoris Papachristos, im Jahr 2011 gegründet. Er hat rund 170 Mitglieder (Stand Februar 2018), von denen viele künstlerisch tätig sind. Der Vorstand besteht aus neun Mitgliedern und wird in dreijährigem Turnus neu gewählt. Der Verein finanziert sich aus den Mitgliedsbeiträgen und Spenden, er wird gelegentlich aus Steuermitteln unterstützt.

## Abteilungen

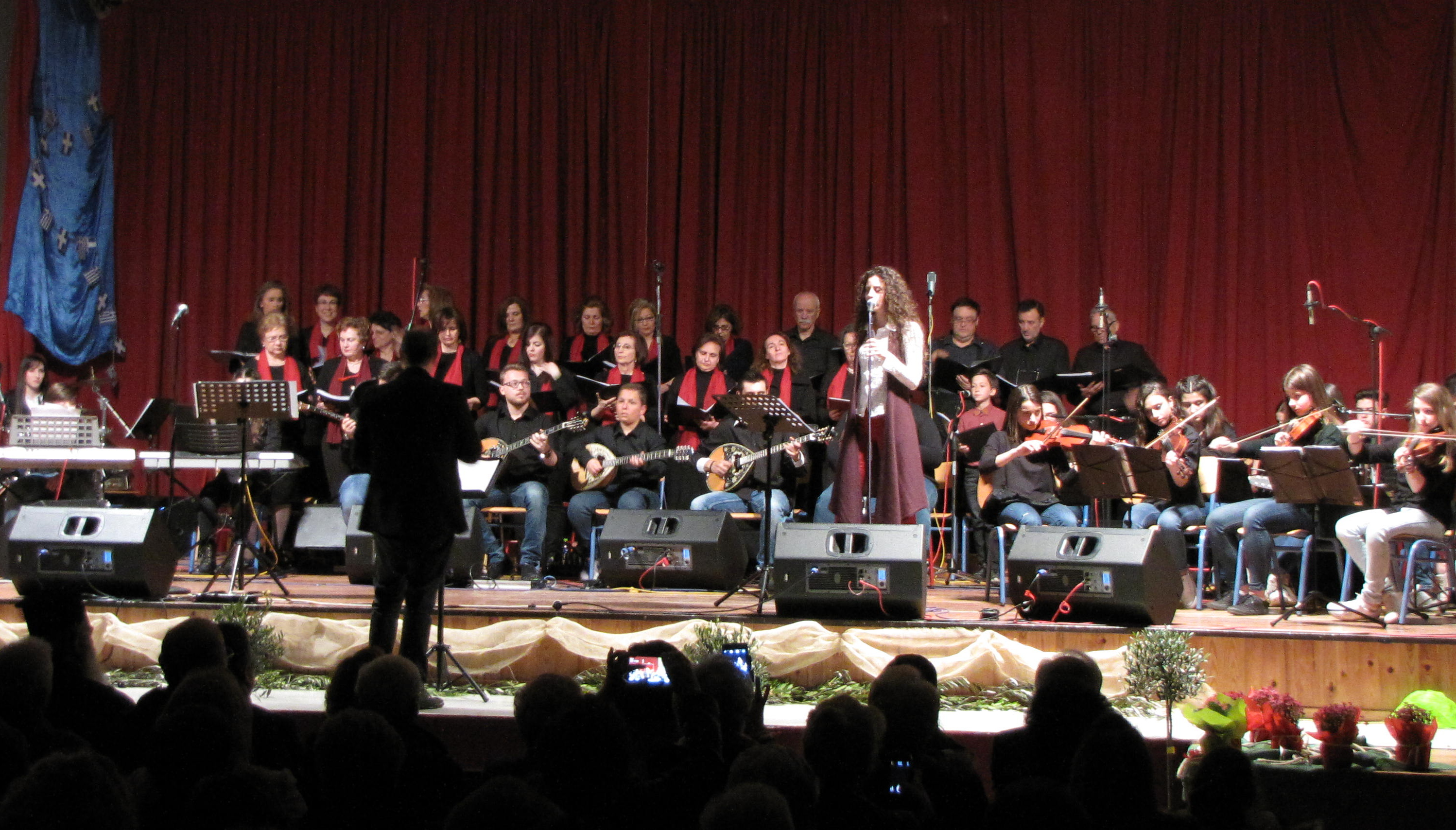
Jugendorchester Dion mit Chor

### Jugendorchester Dion
Das Jugendorchester (Ορχήστρα Νέων Δίου) wurde 2007 gegründet und anfänglich von der Verbandsgemeinde Dion unterstützt. Im Jahr 2011 wurde das Orchester in den Verein eingegliedert und repräsentiert den Verein in ganz Griechenland und gelegentlich im Ausland. Das Alter der jungen Musiker liegt zwischen acht und 25 Jahren; seit der Gründung leitet Nikos Patris die Geschicke des Orchesters. Vorwiegend wird klassische griechische Musik dargeboten. Die dazu benutzten Instrumente sind hauptsächlich Baglamas, Bouzouki, Gitarre und Schlagzeug, gelegentlich werden Sänger von klassischen Instrumenten begleitet. Die Instrumente sind Eigentum der Musiker und werden nicht vom Verein gestellt.
Bedingt durch Studium, Militärdienst, Ausbildung etc. wohnen nicht alle Orchestermitglieder in der Nähe von Dion, manche haben an ihrem Wohnort andere Musiklehrer. Bei Konzerten mit überregionaler Bedeutung treffen sich die Musiker zu den Auftritten vor Ort; die Anzahl der Musiker bei Konzerten schwankt zwischen 25 und 50. Das Orchester hat prominente griechische Künstler musikalisch begleitet und die Werke griechischer Komponisten aufgeführt. Einige von ihnen sind:
- Dimitris Bassis[2]
- Manolis Mitsias[3]
- Nikos Ziogalas[4]
- Glykeria[5]
- Gerasimos Andreatos[6]
- Antonis Remos[7]
- Sophia Papazoglou[8]
- Dionysis Tsousoudes, Bariton
- Hara Kalatzidou, Sopran
- Demis Roussos[9]
- Christos Nikolopoulos[10]
- Mimis Plessas[11]

Bedeutende Konzerte:
- Opernhaus Thessaloniki[12]
- Akropolismuseum, Athen[13]
- Ephesos, Türkei
- Stuttgart, Deutschland

### Chor

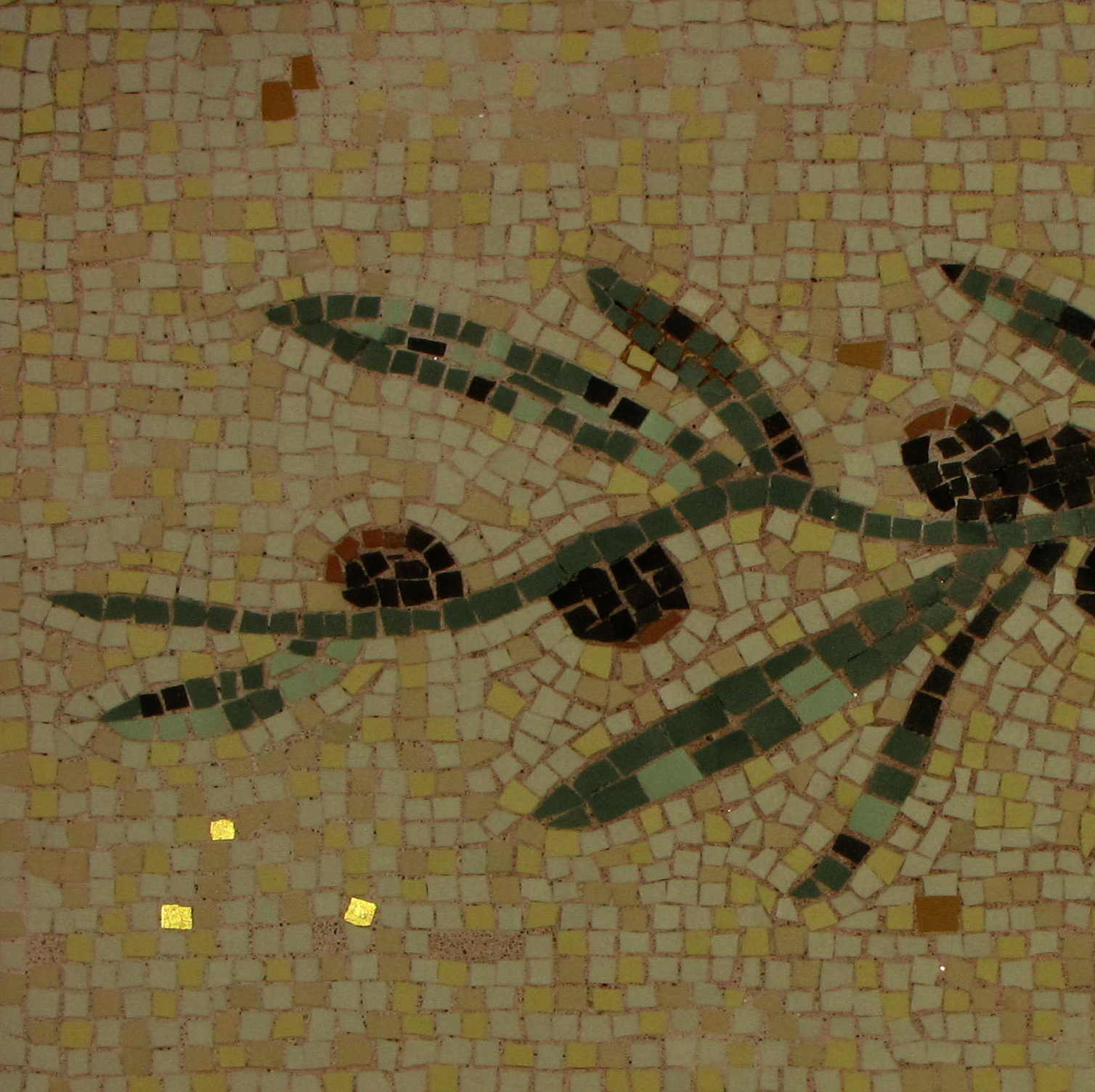
Mosaik, Arbeit einer Schülerin

Im Chor des Vereins singen etwa 80 Sängerinnen und Sänger, wobei die Sängerinnen die Mehrheit stellen. Neben dem klassischen Chor gibt eine kleinere Gruppe, die mehrstimmige Lieder vorträgt. Hier singen rund 20 Personen. Üblicherweise tritt der Chor gemeinsam mit dem Jugendorchester auf.

### Mosaik
Auf Anregung von Professor Dimitrios Pandermalis, langjähriger leitender Archäologe der Ausgrabungsstätte von Dion, wurde südlich des archäologischen Museums ein Gebäude errichtet, in dem Nachwuchskünstlern die traditionelle Methode der Mosaik-Herstellung vermittelt wird. Das Projekt wird inzwischen vom Zentrum für Literatur und Künste betreut. In den Sommermonaten finden jährlich mehrwöchige Seminare statt, die von erfahrenen Mosaik-Künstlern geleitet werden.